# Itoa
Itoa es un género con dos especies de plantas de flores perteneciente a la familia Salicaceae. 

## Especies seleccionadas
- Itoa orientalis
- Itoa stapfii

## Sinónimo
- Mesaulosperma